# Новий Сад
Новий Сад — місто, розташоване на півночі Сербії на березі Дунаю, адміністративний центр (із грудня 2009 до липня 2012 — столиця) автономного краю Воєводина. Населення 381,388 тис. осіб (2011). Площа 699 км²

## Економіка
Важливий транспортний вузол, другий (після Белграду) по вантажообігу річковий порт у країні. Один з найважливіших промислових центрів, головний економічний центр Воєводини. Машинобудування (сільськогосподарські машини, верстати, інструменти, мідні прилади, річкові судна, літаки), електротехнічна, хімічна і фармацевтична, харчова (у тому числі один з провідних виробників пива в країні броварня MB), шкіряний-взуттєва, металургійна, текстильна промисловість.

## Спорт
У місті базуються хокейні клуби «Войводина» та «Новий Сад».
У 2009 році у м. Новий Сад проходив чемпіонат світу у дивізіоні II (група A), за підсумками якого збірна Сербії здобула право виступати на чемпіонаті світу 2010 у I дивізіоні.

## Культура

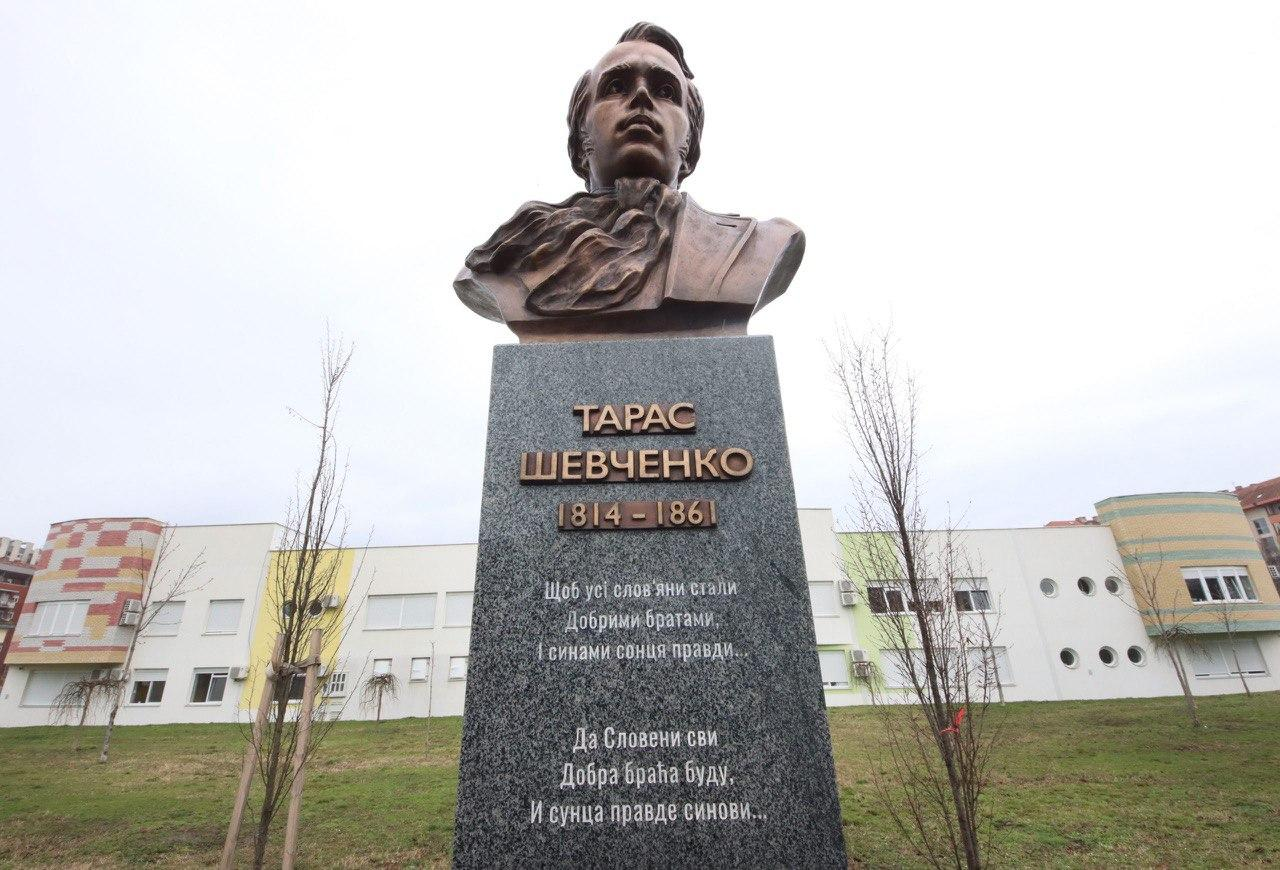
Пам'ятник Тарасові Шевченку в Новому Саді

У Петроварадинській фортеці щороку, починаючи з 2000 відбувається музичний фестиваль Exit.
З 1864 році до тепер у місті діє літературно-наукове товариство «Матиця сербська», де свого часу діяли Велько Петрович, Йован Суботич, Яків Ігнятович, Йован Цвіич, Олекса Івич, Йован Ерделянович.
1960 року створений Новосадський університет.

## Галерея

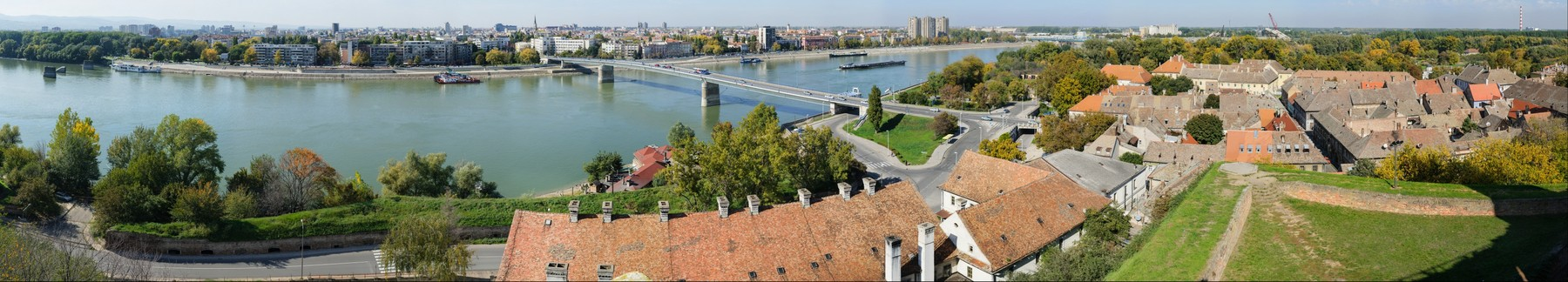
Панорама Нового Саду

## Відомі люди

### Народилися
- Лапід Йосеф — ізраїльський журналіст, політик.
- Мілева Марич — дружина Альберта Ейнштейна.
- Лена Богданович (* 1974) — сербська акторка.

### Померли
- Хануков Олександр Павлович — український військовий діяч, генерал-лейтенант РІА, генерал-значковий армії Української Держави.

## Поріднені міста
- Іліуполі, Греція (1994)[1]
- Іркутськ, Росія
- Баня-Лука, Боснія і Герцеговина (2006)
- Будва, Чорногорія (1996)[1]
- Гомель, Білорусь (8 травня 2013)[6][7]
- Дортмунд, Німеччина (5 жовтня 1982)[1][4][5]
- Кампінас, Бразилія (17 березня 1989)[16]
- Львів, Україна (7 травня 2005)[17][18]
- Люблін, Республіка Польща (31 січня 2013)[19][20]
- Марибор, Словенія (2015)[21]
- Модена, Італія (1974)[1]
- Нижній Новгород, Росія (квітень 2006)[1][9]
- Норвіч, Велика Британія (1989)[1]
- Орел, Росія (31 січня 2017)[22]
- Печ, Угорщина (2009)[1][8]
- Таверні, Франція
- Толука-де-Лердо, Мексика (22 серпня 2015)[6][10][11]
- Тімішоара, Румунія (3 серпня 2005)[1][23]
- Феррара, Італія
- Чанчунь, КНР (10 листопада 1981)[1][2][3]